# Путовања Кристифора Колумба
Путовања Кристифора Колумба (енгл. Voyages of Christopher Columbus), односе се на 4 истраживачка путовања из Шпаније у Америку, која је Кристифор Колумбо предводио од 1492. до 1504. године:
- Прво Колумбово путовање (1492-1493), откривена Бахамска острва, Куба и Хаити.
- Друго Колумбово путовање (1493-1496), колонизован Хаити, откривени Порто Рико и Јамајка.
- Треће Колумбово путовање (1498-1500), откривен Тринидад и обала Венецуеле.
- Четврто Колумбово путовање (1502-1504), откривене обале Средње Америке (Хондурас, Никарагва и Костарика).[1][2][2]